# Zwangslizenz
Als Zwangslizenz wird eine staatlich angeordnete Beschränkung der Wirkung eines Schutzrechts bezeichnet. Eine solche Beschränkung hat zur Folge, dass der Eigentümer des Schutzrechts seine daraus entstehenden Vorrechte nicht oder nur eingeschränkt geltend machen kann.

## Gesetzliche Grundlagen
Im deutschen Patentgesetz in seiner Fassung von 1877 war eine gerichtliche Rücknahme von Patenten vorgesehen, um in Fällen öffentlichen Interesses Zwang auf einen Patentinhaber dahingehend ausüben zu können, Lizenzen zu erteilen. Seit 1911 ist im deutschen Patentgesetz eine gerichtlich einklagbare Zwangslizenz vorgesehen. 2005 ist das Erfordernis des öffentlichen Interesses für Inhaber abhängiger Schutzrechte weggefallen.
Zwangslizenzen sind in § 24 PatG normiert. Das Gebrauchsmustergesetz verweist in § 20 auf die entsprechenden Regelungen des Patentgesetzes. Soweit im weiteren Text von Patenten die Rede ist, sind also ebenfalls Gebrauchsmuster gemeint.
In Österreich regeln die §§ 36 und 37 des Patentgesetzes die Zwangslizenz, in der Schweiz die Artikel 36, 37, 39, 40, 40a, 40b, 40c des Patentgesetzes.
Eine weitere gesetzliche Grundlage für Zwangslizenzen wurde für die Europäische Union durch die EU-Zwangslizenzverordnung (Verordnung (EG) Nr. 816/2006  vom 17. Mai 2006 über Zwangslizenzen für Patente an der Herstellung von pharmazeutischen Erzeugnissen für die Ausfuhr in Länder mit Problemen im Bereich der öffentlichen Gesundheit) geschaffen. Gebrauchsmuster werden von ihr nicht erfasst. Verfahrensrechtlich ist die Regelung für Deutschland in § 85a PatG umgesetzt.
Auch die Artikel 17 bis 23 des Euratom-Vertrags sehen die Möglichkeit von Zwangslizenzen vor.
Zwangslizenzen können sich mittelbar aus anderen Rechtsquellen, insbesondere aus dem Kartellrecht, ergeben.

## Voraussetzungen

### Allgemeine Voraussetzungen
Um eine Zwangslizenz erhalten zu können, muss ein Lizenzsucher auf jeden Fall zunächst erfolglos versucht haben, von dem Eigentümer des Schutzrechts eine Lizenz zu erhalten.
Des Weiteren muss das Schutzrecht bereits Wirkung haben. Bei einer Patentanmeldung ist bis zur Erteilung kein Schutzrecht entstanden, daher kann auch keine Lizenz zu dessen Benutzung gefordert werden.
Der Lizenzsucher muss selbst die Fähigkeit und den Willen haben, das Schutzrecht für eigene Rechnung zu benutzen. Eine Zwangslizenz kann also nicht zugunsten Dritter vergeben werden.
Sind diese Bedingungen erfüllt, so gibt es zwei Bedingungen für die Erteilung einer Zwangslizenz:
- der Lizenzsucher besitzt ein von dem zu lizenzierenden abhängiges Schutzrecht, das eine wesentliche Weiterentwicklung der Technik darstellt oder
- es besteht ein öffentliches Interesse an der Erteilung einer Zwangslizenz.

### Öffentliches Interesse
Die Voraussetzung des öffentlichen Interesses stellt eine auslegungsbedürftige Generalklausel dar. Der Inhalt des Begriffs muss durch Betrachtung des Einzelfalls an den gesellschaftlichen Wandel angepasst werden. Das öffentliche Interesse muss so groß sein, dass es den schwerwiegenden Eingriff in ein Schutzrecht rechtfertigt. Von den Fällen, in denen das öffentliche Interesse bejaht wurde, sind zwei besonders relevant:

#### Markteintrittsbarriere durch schutzrechtsabhängigen Standard
Dieser Fall basiert auf dem Kartellrecht, insbesondere dem Gesetz gegen Wettbewerbsbeschränkungen (GWB).
Wenn zur Nutzung einer Industrienorm oder einer normähnlichen Vereinbarung die Nutzung eines Schutzrechtes notwendig ist, dann könnte der Schutzrechtsinhaber Marktteilnehmer von dem Markt, der mit der Industrienorm bedient wird, willkürlich ausschließen. Dieses Recht ist grundlegender Teil der Wirkung eines Schutzrechtes. Neben der „Belohnung“, dem Monopol für den Schutzrechtsinhaber, hat ein Schutzrecht auch das Ziel, Mitbewerber dazu anzuregen, weitere, nicht von dem Schutzrecht betroffene Lösungen für ein Problem zu finden, wenn eine Lizenzierung – aus welchen Gründen auch immer – nicht möglich ist.
Ist ein Marktteilnehmer jedoch durch eine Norm oder eine Vereinbarung, die sich seinem Einfluss entzieht, genötigt, ein Schutzrecht zu benutzen, dann hat er nicht die Möglichkeit, auf Alternativlösungen auszuweichen. Darf er das Schutzrecht nicht benutzen, so wird er aus seinem Markt ausgeschlossen. Dadurch könnte der Schutzrechtsinhaber, ließe man ihn gewähren, willkürlich Wettbewerber fernhalten. Dies widerspricht dem öffentlichen Interesse, das darin besteht, einen funktionierenden Wettbewerb zu haben. Dieses wiegt in dem vorliegenden Fall schwerer als das öffentliche Interesse an der Belohnung technischer Fortentwicklung.
Besteht ein kartellrechtlicher Anspruch auf Zwangslizenz, kann dieser im Wege des Einwandes im Verletzungsprozess geltend gemacht werden. In der Patentrechtspraxis hat dieser Anspruch besondere Bedeutung erlangt, da geschützte Technologien zunehmend bei der Festlegung von Standards berücksichtigt werden.

#### Allgemeine Gesundheitspflege
Ein öffentliches Interesse besteht auch daran, dass medizinische Heilungsverfahren und Arzneimittel grundsätzlich (im rechtlichen Sinne) jedem zugänglich sein sollen. Diese Zugänglichkeit ist nicht dadurch bereits nicht gegeben, dass ein Heilungsverfahren oder ein Arzneimittel subjektiv zu teuer angeboten wird. Vielmehr muss ein besonders hoher Nutzen vorliegen, beispielsweise dadurch, dass verbreitete Krankheiten mit guten Erfolgsaussichten erstmals behandelbar sind, der inländische Markt unzureichend versorgt ist oder wenn die Arzneimittel neue therapeutische Eigenschaften, die bisher nicht oder nur mit Nebenwirkungen erreicht werden konnten, aufweisen. Öffentliches Interesse ist hingegen nicht gegeben, wenn das Therapieergebnis mit anderen, mehr oder weniger gleichwertigen, Ausweichpräparaten erzielt werden kann.

#### Sonstige Beispiele
Weitere Fälle, in denen das öffentliche Interesse bejaht wurde, betrafen die Erhöhung der Betriebssicherheit sowie die Sicherung des Arbeitsplatzes, die Verhinderung von Entlassungen in großem Umfang aufgrund der Gefährdung von Industriezweigen und die Sicherstellung der ununterbrochenen Versorgung mit elektrischem Strom.

## Verfahren und Urteil
Das Patentgesetz legt fest, dass eine Zwangslizenz durch Klage vor dem Bundespatentgericht erreicht werden kann; zuständig ist ein Nichtigkeitssenat (der 3. Senat). Diese Klage muss gegen den im Register eingetragenen Inhaber gerichtet werden, nicht gegen einen exklusiven Lizenznehmer.
Ein Anspruch aus dem Kartellrecht ist hingegen vor den ordentlichen Gerichten einzuklagen.
Im Urteil muss der Umfang der Zwangslizenz festgelegt werden. Eine Zwangslizenz kann umfassend oder eingeschränkt sein. Denkbar ist eine zeitliche Beschränkung oder eine Beschränkung auf einen bestimmten Anspruch. Möglich ist es auch, eine auflösende Bedingung aufzunehmen, beispielsweise für den Fall, dass die Versorgungslage im Inland sich verbessert.
Die Zwangslizenz kann auch im Weg der einstweiligen Verfügung durch das Bundespatentgericht erteilt werden (§ 85 PatG). Das ist im August 2016 im Fall des Medikaments Isentress mit dem Wirkstoff Raltegravir geschehen und am 11. Juli 2017 vom Bundesgerichtshof bestätigt worden.

## Wirkungen
Der Lizenznehmer erhält durch die Zwangslizenz das Recht, das Schutzrecht zu benutzen. Im Gegenzug muss er eine angemessene Vergütung zahlen.
Wird die Zwangslizenz auf ein älteres Patent erteilt, von dem ein jüngeres Patent des Lizenznehmers abhängig ist, so kann der Inhaber des älteren Patents von dem Lizenznehmer eine Gegenlizenz verlangen.
Bei freiwillig abgeschlossenen Lizenzverträgen wird gewöhnlich vereinbart, dass der Lizenzvertrag aufgelöst werden soll, wenn der Lizenznehmer das Schutzrecht angreift, z. B. mit einer Nichtigkeitsklage. Diese Einschränkung gilt bei einer Zwangslizenz nicht.

## Zwangslizenz im Urheberrecht
In § 42a des Urheberrechtsgesetzes (UrhG) ist eine Zwangslizenz für Tonträgerhersteller vorgesehen. Sobald ein Urheber einem Tonträgerhersteller ein Nutzungsrecht zur Vervielfältigung und zum Vertrieb des geschützten Werkes einräumt, muss er dies auch jedem Tonträgerhersteller, der im Geltungsbereich des UrhG einen Sitz hat, zu angemessenen Bedingungen einräumen.
Ausgenommen hiervon sind Urheber, welche die Nutzungsrechte an eine Verwertungsgesellschaft abgegeben haben.

## Zwangsnutzungsrecht/Zwangslizenz im Sortenschutzrecht
Auch das Sortenschutzrecht kennt Zwangslizenzen (im deutschen Sortenschutzgesetz als „Zwangsnutzungsrecht“ bezeichnet; §§ 12, 12a Sortenschutzgesetz). Die seither mehrmals geänderte Verordnung Nr. 2100/94 (EG) des Rates über den gemeinschaftlichen Sortenschutz regelt die Erteilung von Zwangslizenzen am europäischen Sortenschutz in ihrem Artikel 29, das Verfahren bestimmen die Artikel 37 bis 44 der hierzu ergangenen Durchführungsverordnung.
In Österreich regelt § 6 Sortenschutzgesetz die Zwangslizenz an österreichischen Sortenschutzrechten.
In der Schweiz sehen die Artikel 22 und 22a des Sortenschutzgesetzes eine Lizenz im öffentlichen Interesse sowie eine Lizenz für das vom Sortenschutzrecht abhängige Patent vor.
Die Bedeutung der Zwangslizenzen im Sortenschutzrecht geht bisher gegen Null.